# Hafen Durrës
Der Hafen Durrës (albanisch Porti i Durrësit) ist der größte Hafen Albaniens. Der Hafen der Stadt Durrës ist nicht nur für den Güter- und Personenverkehr Albaniens von großer Bedeutung, sondern auch für die östlich angrenzenden Binnenländer Kosovo und Nordmazedonien. Er besteht aus einem Fährterminal, einem Containerterminal und zwei weiteren Bereichen für Stückgut und Massengüter im Westen und Osten.
Der Hafen wird von der Autoriteti Portual Durrës betrieben, ein dem Staat gehörendes Unternehmen. Das Fährterminal für die Fähren nach Italien betreibt das FRS-Tochterunternehmen Albanian Ferry Terminal Operator (AFTO).

## Lage und Gelände

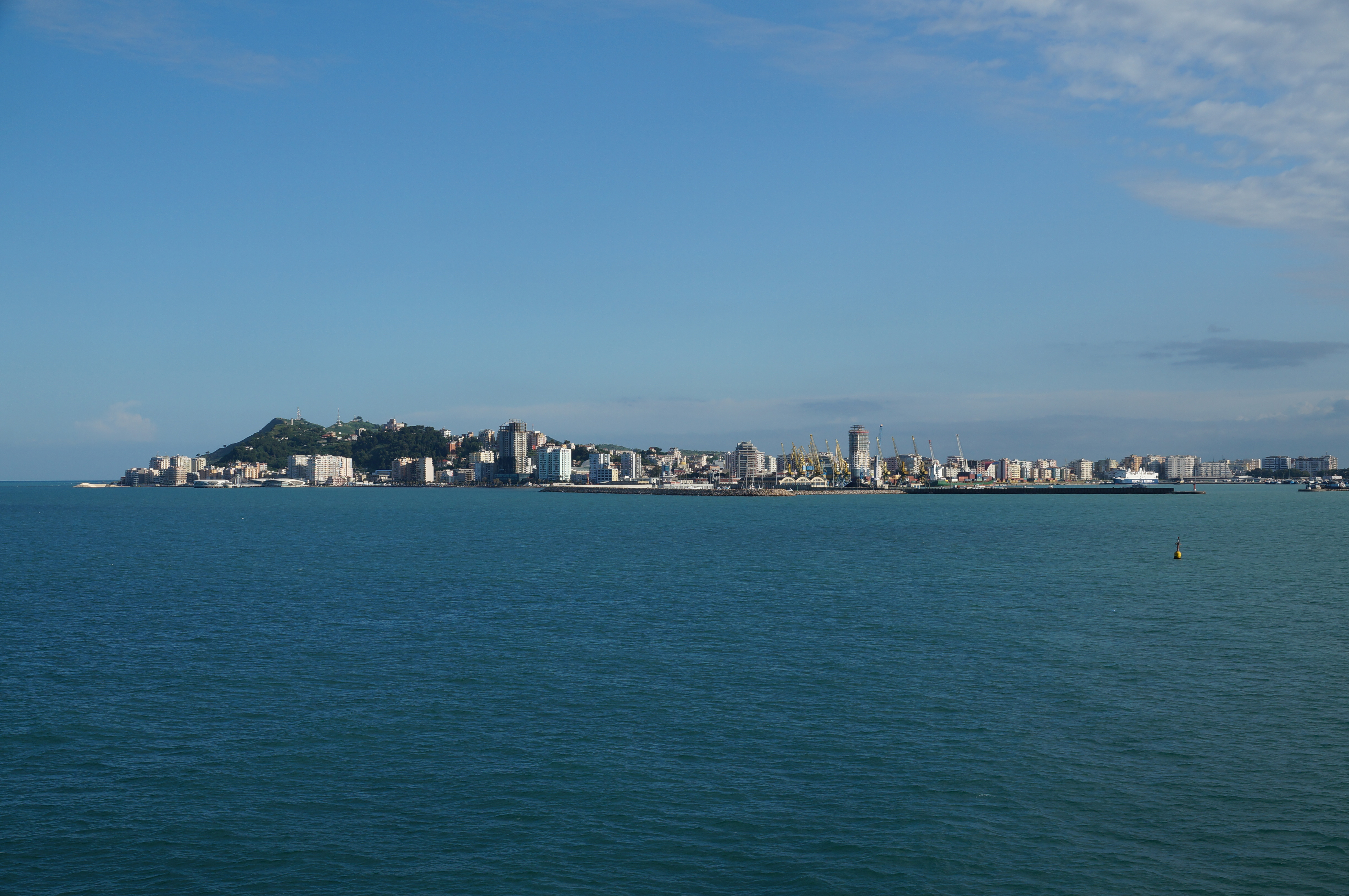
Fahrt durch die Schifffahrtsrinne zum Hafen

Der Hafen liegt der Stadt Durrës vorgelagert am nördlichen Ende der Bucht von Durrës (albanisch Gjiri i Durrësit). Über eine Länge von rund zwei Kilometern nimmt das Hafenareal die Küste der Stadt ein, dabei zum Teil nur 150 Meter breit.
Eine 6775 Meter lange, 9,5 Meter tiefe und 120 Meter breite Schifffahrtsrinne führt durch die seichte Bucht von Durrës vom Hafenbecken in tiefere Gewässer der Adria.
Zwei Molen bilden das künstliche Hafenbecken, das 1200 bis 900 Meter lang und 550 Meter breit und rund elf Meter tief ist. Der Westkai ragt über 900 Meter nach Süden in die Bucht hinaus, die Ostmole fast anderthalb Kilometer. Die nach Westnordwest gerichtete Einfahrt zwischen den Molen hat eine Breite von rund 190 Metern.
Landseitig verfügt der Hafen über einen Anschluss an das Eisenbahnnetz und an die Autobahn Durrës–Tirana. Er ist Ausgangspunkt des Paneuropäischen Verkehrskorridor VIII. Eine Fußgängerbrücke führt vom Fährterminal zum Bahnhof der Hekurudha Shqiptare und Busbahnhof in der Innenstadt von Durrës.
Eingefasst zwischen Eisenbahnstrecke im Norden, der Stadt im Westen und dem Meer fehlt es dem Hafen an Platz zum Wachsen.
Rund zehn Kilometer weiter nördlich am anderen Ende der Halbinsel von Durrës liegt bei Porto Romano der Hafen Romano. Das Terminal für Erdöl und Flüssiggas hat im Jahr 2009 seinen Betrieb aufgenommen.
In Porto Romano soll gemäß Plänen von 2021 ein neuer Hafen für Waren entstehen. Der alte Hafen Durrës soll für 2,5 Mrd. US-Dollar umgebaut werden für Fähren, Kreuzfahrtschiffe und Yachten inklusive einer Tourismuszone mit Luxushotels und -Appartments. Der Güterverkehr wird aus dem urbanen Bereich in den neuen Hafen nördlich der Stadt ausgelagert. Zudem werden Gespräche mit der NATO geführt, in Porto Romano eine Marinebasis zu bauen.

## Geschichte
Der Hafen von Durrës (damals Dyrrachium beziehungsweise Epidamnos) geht weit in die Antike zurück. Als Endpunkt der Via Egnatia war er Teil der direkten Verbindung von Rom nach Konstantinopel. Im Mittelalter behielt die Stadt ihre Bedeutung als wichtiger Hafen an der Adria. Die Herrschaft wechselte regelmäßig. Auf die Venezianer im Jahr 1392 folgten 1501 die Osmanen. Unter osmanischer Herrschaft verlor der Austausch übers Meer, insbesondere nach Italien, und somit der Hafen an Bedeutung. Obwohl die Einwohnerzahl der Stadt in der Folge sehr gering war, blieb Durrës der wichtigste Hafen an der albanischen Adriaküste.

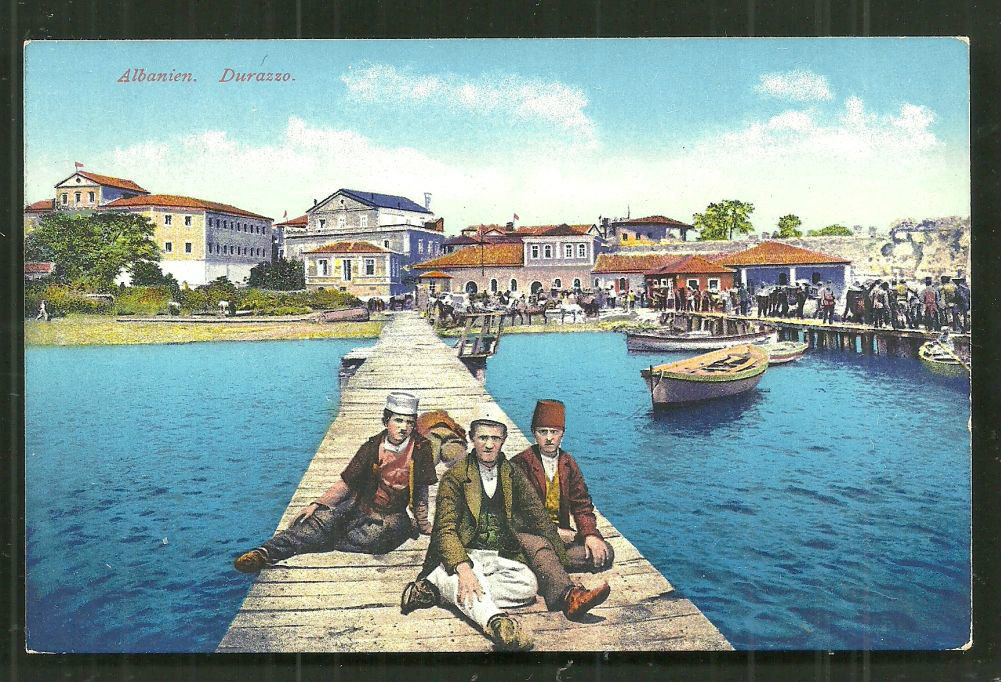
Landungsstege um 1912 (Ansichtskarte von Purger & Co.)

Ab dem späten 19. Jahrhundert wurde Durrës regelmäßig von Linienschiffen verschiedener Dampfschiff-Gesellschaften bedient, darunter die 1876 gegründete italienische Gesellschaft Puglia und der Österreichische Lloyd.

„Der versandeten Reede wegen geht der Dampfer in ziemlicher Entfernung vor Anker. Landung mittels Boot bei unruhiger See mitunter umständlich.“

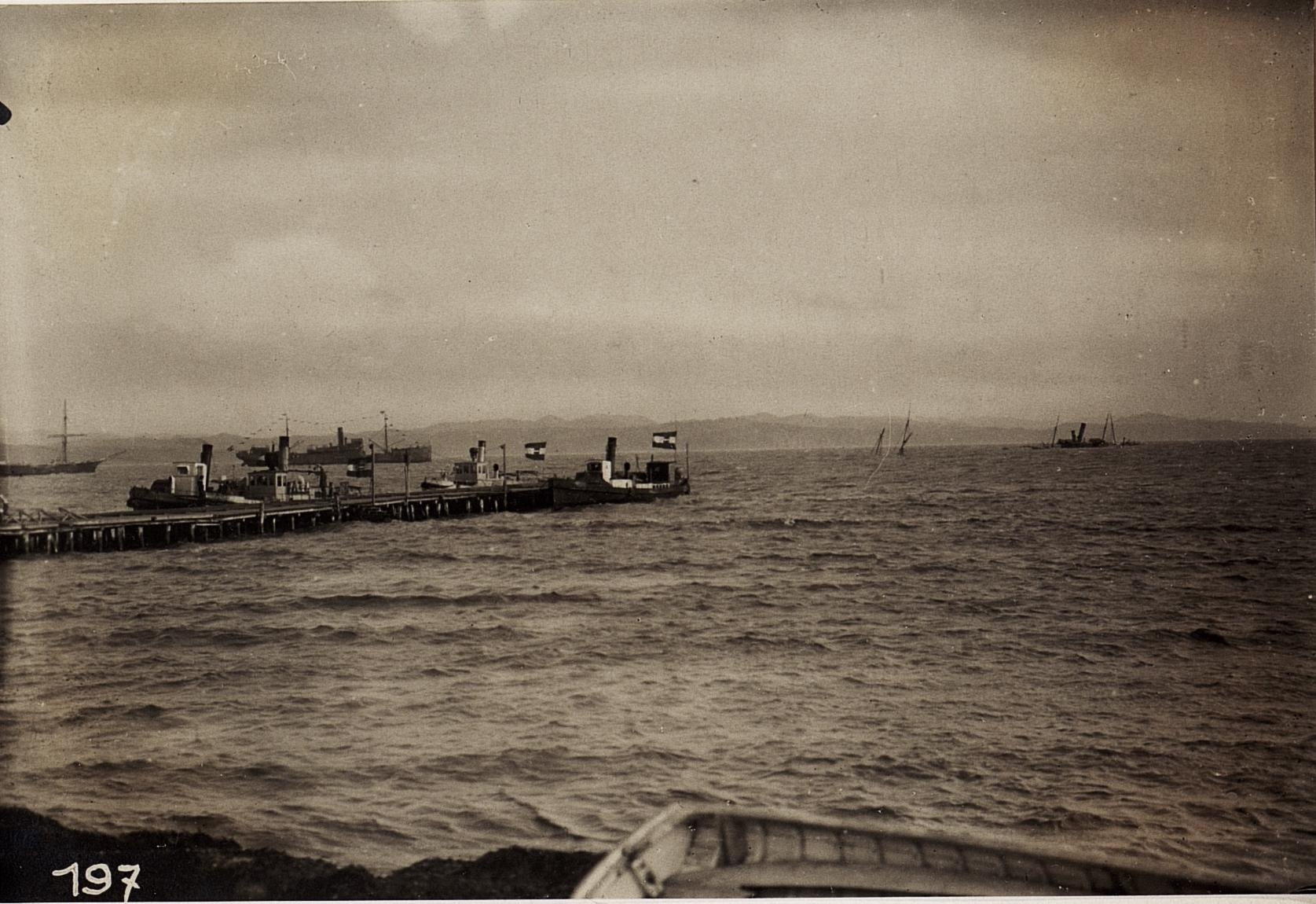
Der Hafen im Ersten Weltkrieg

Am 7. März 1914 betrat Wilhelm I., Fürst von Albanien, mit seiner Frau Sophie von Schönburg-Waldenburg und ihren beiden Kindern in Durrës erstmals albanischen Boden. Während des Ersten Weltkriegs schiffte die Armee des Königreichs Serbien, die sich vor der im Serbienfeldzug erfolgreichen österreichisch-ungarischen Armee zurückzog, in Durrës ein. Die italienische Marine musste die Serben, darunter König Peter I., nach Korfu evakuieren. Im weiteren Verlauf des Krieges wurde Durrës von den Österreichern besetzt. Der Hafen bestand bis lange über den Krieg hinaus lediglich aus zwei rund 50 Meter langen Landungsstegen.
In der Zwischenkriegszeit wurde der Hafen insbesondere mit italienischer Hilfe allmählich ausgebaut und ausgebaggert. Ein erster Landungssteg wurde 1926 auf 140 Meter und später auf über 400 Meter verlängert. 1930 mussten die großen Schiffe noch in der Bucht ankern und die Passagiere per Beiboot zur Landungsbrücke gebracht werden, die Bauarbeiten an den Moolen war aber schon im Gange. Das Projekt sah den Bau von zwei Moolen mit einer Länge von 1000 und 1400 Metern sowie eine Beckentiefe von sechs Metern vor. Die Arbeiten dauerten von 1928 bis 1934.
Am 7. April 1939 besetzte Italien Albanien. Der militärische Überfall hatte seinen Ausgangspunkt vor allem im Hafen Durrës. Der Hafen wurde weiter zu einer modernen Anlage ausgebaut.
Im kommunistischen Albanien, das praktisch keinen Tourismus und Reisen eigener Bürger erlaubte, hatte der Hafen vor allem für den Güterverkehr Bedeutung. 1945 wurde eine Werft gegründet und mit dem Bau der Eisenbahn als Zubringer begonnen. Benannt war er damals nach Enver Hoxha. Im Juli 1990 wurden rund 5000 Botschaftsflüchtlinge – allein in die Deutsche Botschaft waren 3200 Personen geflüchtet – mit Bussen von Tirana nach Durrës gebracht, wo sie das Land mit Fähren verlassen durften. Nach dem Zusammenbruch des Regimes kaperten im März 1991 rund 25.000 Albaner in den Häfen von Durrës sowie Vlora Schiffe und Boote und fuhren nach Italien. Weitere Fluchtwellen folgten im Juni und August desselben Jahres, unter anderem mit der Vlora. In den folgenden Transformationsjahren galt der Hafen als äußerst unsicher und gefährlich.

## Waren und Verkehr

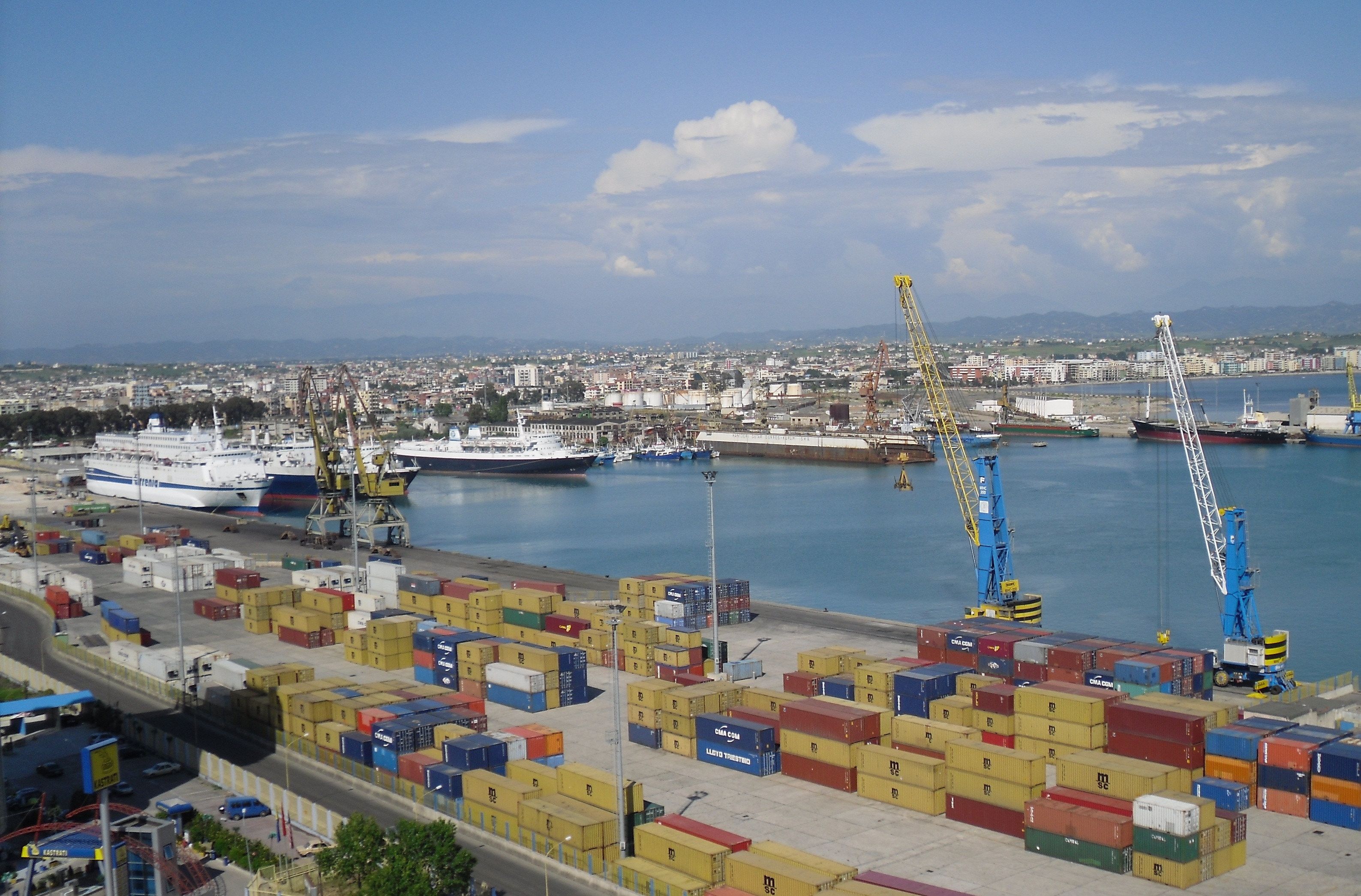
Containerterminal und Fähren (2009)

Der Hafen hat Liegeplätze auf einer Länge von rund 2275 Metern. 2019 wurden im Hafen 4,072 Millionen Tonnen Güter umgesetzt, fast 20 % mehr als noch 2016. 1655 Schiffe nutzten den Hafen. Im Containerterminal wurden 1,727 Millionen Tonnen Güter, entsprechend 145.762 TEU umgesetzt und von 191 Schiffen verfrachtet. Die Kapazität des Containerterminals wird mit rund 80.000 TEU pro Jahr angegeben, der Warenumsatz lag aber schon 2016 mit fast 120.000 TEU deutlich darüber. Es gibt Pläne, das Becken und die Rinne auf 10,5 Meter auszugraben, um den Hafen für Schiffe mit bis zu 30.000 DWT zugänglich zu machen.
Der Hafen Durrës wird von verschiedenen Adriafähren regelmäßig angelaufen, vor allem Adria Ferries und Ventouris Ferries. Die meisten Fähren verbinden Durrës mit Bari und Ancona, einige auch mit Triest und selten mit Brindisi. Ein neues Fährterminal wurde 2013 eröffnet. 2019 wurden 878.687 Passagiere und 259.175 Fahrzeuge auf respektive von 1052 Fähren verschifft. 19 Kreuzfahrtschiffe mit über 4500 Passagieren an Bord liefen den Hafen im Jahr 2019 an.
Ein kleines Hafenbecken für Fischerboote wurde seeseitig an die Westmole gebaut und 2013 eröffnet. Der Fischereihafen ist durch eine kleine neue Mole geschützt.
Auch die Albanische Marine nutzt den Hafen.
Anfang 2019 wurde im Hafen ein Zollamt der Republik Kosovo eröffnet. Seit Oktober 2022 kann die Zollabfertigung für Waren nach Kosovo vollständig im Hafen Durrës abgewickelt werden. Dadurch vereinfacht sich der Import von Waren nach Kosovo stark, und der Grenzübergang Vërmica/Morina wird entlastet. Albanien und Kosovo harmonisieren schrittweise ihre Zollsysteme und streben langfristig eine Zollunion an.